# Полиуел
Полиуел (на английски: Polywell) е устройство за изкуствено възпроизвеждане на контролиран термоядрен синтез. Думата е комбинация от англиийските думи polyhedron (многостен) и potential well (потенциална яма).
Устройството се състои от електромагнитни намотки, позитивно заредени с електрическо напрежение от 10 до 100 киловолта, които съдържат положителни йони, използвайки привличането им към отрицателните електрони.
За разлика от останалите способи за високотемпературен термоядрен синтез, използването на полиуел изисква капиталови вложения от 200 до 500 милиона долара. За сравнение, проектът ITER има планиран бюджет от 16 милиарда долара.